# Аполлодор Фалерский
Аполлодор Фалерский (др.-греч. Ἀπολλόδωρος Φαληρεύς; около 429 года до н. э. — IV век до н. э.) — один из наиболее преданных учеников Сократа. С именем Аполлодора связаны несколько фраз из жизни Сократа, ставших крылатыми.

## Биография
Аполлодор родился около 429 года до н. э. в богатой афинской семье из дема Фалерон, имел брата Эантодора. Информация о дате рождения Аполлодора косвенно представлена в диалоге Платона «Пир». В этом произведении Аполлодор говорит, что является ровесником старшего брата Платона Главкона, родившегося около 429 года до н. э. Современники характеризовали его как «простодушного человека» и «бесноватого». Сначала занимался, причём успешно, торговлей. Около 403 года до н. э. встретил Сократа, бросил торговлю и посвятил себя философии. В «Воспоминаниях о Сократе» Ксенофонта Аполлодор и Антисфен названы учениками, которые никогда не отходят от Сократа.
Во время суда над Сократом вместе с другими учениками предлагал уплатить за учителя штраф в 30 мин. Ксенофонт связывает с Аполлодором знаменитый ответ Сократа по поводу его приговора. Когда он причитал, что Сократ осуждён несправедливо, тот улыбнулся и сказал: «А тебе, дорогой мой Аполлодор, приятнее было бы видеть, что я приговорён справедливо, чем несправедливо?». Присутствовал при, описанном в «Федоне», последнем разговоре Сократа с учениками, где представлен наиболее эмоциональным из всех собравшихся.
Согласно позднеантичной традиции Аполлодор предложил Сократу, перед тем как тот выпил яд, заменить старый плащ нарядным новым. На это философ ответил: «Неужели мой собственный плащ годился, чтобы в нём жить, и не годится, чтобы в нём умереть?». По версии Клавдия Элиана, ответ Сократа звучал несколько по другому: «Высокого обо мне мнения этот Аполлодор, если может думать, будто, после того как я выпью эту заздравную чашу, он ещё будет видеть Сократа. Ведь если он полагает, что тот, кто скоро будет распростёрт у ваших ног на полу, — это я, он, очевидно, совсем не знает меня». Афиней с отсылкой к трудам историка Гегесандра писал, что после смерти Сократа к его ученикам пришёл Платон. Он взял чашу с вином и призвал присутствующих не падать духом. Платон предложил ученикам Сократа стать во главе их школы, после чего поднял тост за Аполлодора. Тот в свою очередь ответил: «Слаще мне была бы чаша с ядом от Сократа, чем с вином от тебя».
В научной литературе встречались попытки сопоставить личность ученика Сократа Аполлодора со знаменитым тёзкой художником. Предполагалось, что после смерти Сократа Аполлодор посвятил себя искусству. Данные эпиграфики, согласно которым художник по имени Аполлодор творил ещё до смерти Сократа, противоречат этой гипотезе.